# فرضية استبعاد التشويش الحسي
يُعدّ مفهوم قصور استبعاد التشويش الحسي هو افتراض حديث كما هو الحال لأصل وطبيعة عسر القراءة. ويدعم ذلك بحث يوضح أن الراشدين والأطفال المصابين بعسر القراءة يواجهون صعوبة في استهداف المعلومات البصرية في ظل وجود المشتتات البصرية الإدراكية، إلا أن من تم فحصهم لا يُظهرون نفس القصور عند إزالة عوامل التشتت في البيئة التجريبية. ولذا، تبدأ بعض أعراض حالات عسر القراءة في الظهور نتيجة ضعف القدرة على إبعاد المشتتات البيئية وتصنيف المعلومات وذلك لتمييز البيانات الحسية المهمة عن البيانات غير المتصلة.
وتوضح الأبحاث الحديثة أن الاختلافات في معالجة القدرة بين المفحوصين المصابين بعسر القراءة وغير المصابين بالنسبة للبيانات البصرية تحدث فقط عند وجود مشتتات بيئية. وعند إزالة المشتتات البصرية لا يُظهر المفحوصون المصابين بُعسر القراءة أي علامات على القصور. علاوةً على ذلك، ونتج عن التعرّض للتشويش البصري الخارجي نفس مستوى الضعف لدى المفحوصين المصابين بعسر القراءة بغض النظر عن سرعة المهمة التي يختبرونها.
وقد اكتشف الباحثون أيضًا أن الأطفال والراشدين المصابين بعسر القراءة يعانون من صعوبة تكوين فئات إدراكية مثل تلك المتضمنة في تمييز أصوات الكلام والحروف المطبعة أو في تقليل قواعد تصنيف الأشكال الهندسية. ويبدو أن هذه الصعوبة ترتبط ارتباطًا وثيقًا بصعوبة تصفية البيانات المحيطة والتركيز على العوامل ذات الصلة بينما تتجاهل العوامل المشتتة غير المتصلة. وتتداخل المشوشات الخارجية مع قدرة المفحوصين المصابين بعسر القراءة في التعرّف على الأنماط؛ حيث إن قلة النماذج القائمة على النمط المستخدمة في تفسير المعلومات الحسية قد تُصعب بدورها الحكم على الأهمية النسبية والتفاصيل ذات الصلة بالموضوع كما هو متعارف عليها.
وهناك دراسة تدعم هذه الفرضية تبين أن المفحوصين المصابين بعسر القراءة كانوا أقل استجابةً للإشارات في مهمة التمييز البصري مقارنةً بالمفحوصين غير المصابين بعسر القراءة، موضحةً بذلك أن المصابين بعسر القراءة يعانون صعوبة أكبر من التحكم مع تحديد أولوية بعض المعلومات البصرية استنادًا إلى التعرض السابق لها. واكتشف الباحثون أيضًا أن الأداء بالنسبة لمهمة الإشارات من الممكن أن يكون وسيلة أكثر دقة لمعرفة المصابين بعسر القراءة من القرّاء العاديين مقارنة بمدى المهمات النفسية الفيزيائية الأخرى التي عادةً ما تُستخدم في أبحاث عسر القراءة.

## Press Releases / Abstracts
- "New dyslexia theory blames 'noise'". Poor filtering of unwanted data may be the root cause of common disorder. EurekaAlert!. 13 ديسمبر 2006. اطلع عليه بتاريخ 2007-01-05.
- "Study spells out new evidence for roots of dyslexia". EurekaAlert!. 29 مايو 2005. اطلع عليه بتاريخ 2007-01-05.